# Frenchman-formatie

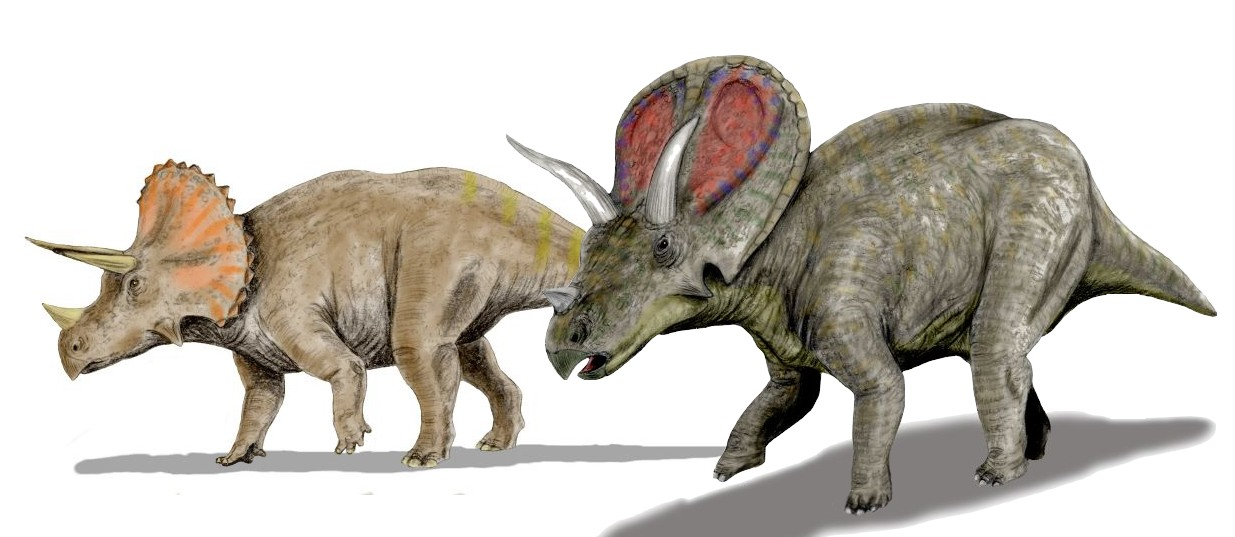
Triceratops en Torosaurus

De Frenchman-formatie is een geologische formatie in de Canadese provincie Saskatchewan die afzettingen uit het Laat-Krijt omvat.

## Fauna
De Frenchman-formatie is afgezet in het Laat-Maastrichtien. Fossielen werden opgegraven in de jaren negentig van de twintigste eeuw. De fauna vertoont veel overeenkomsten met die van de Scollard-formatie in Alberta en de Hell Creek- en Lance Creek-formatie in de Verenigde Staten, hoewel van beperktere omvang. In de Frenchman-formatie zijn resten gevonden van de dinosauriërs Dromaeosaurus,  Tyrannosaurus, Edmontosaurus, Thescelosaurus, Torosaurus en Triceratops. De zoogdieren zijn multituberculaten, metatheriën en basale eutheriërs. Verder zijn fossielen gevonden van ongewervelden, beenvissen, de salamander Opisthotriton, Champsosaurus, krokodillen en schildpadden.
- Multituberculata: Catopsalis, Cimolomys, Essonodon, Meniscoessus, Mesodma, Paracimexomys en Parectypodus
- Metatheria: Alphadon, Didelphodon, Glasbius, Nanocuris, Pediomys en Turgidodon
- Eutheria: Alostera, Altacreodus, Batodon, Cimolestes, Gypsonictops en Protungulatum